# Christian Johan Berger
Christian Johan(n) Berger (født 14. august 1724 i Wien, død 2. april 1789 i Kiel) var en dansk-tysk læge. 
Berger blev opdraget i Tyskland, til han 1741 kom til København, hvor de bekendte kirurger Simon Crüger og Hans Friedrich Wohlert tog sig af ham. 1743-46 studerede han fødselsvidenskab i Strassbourg, vendte atter tilbage til København og afsluttede sin kirurgiske eksamen 1750. 1758 blev han professor i anatomi ved Kunstakademiet, 1759 assessor i Jordemoderkommissionen og stadsaccoucheur. Samme år blev han dr. med.. 1761 skænkedes Fødselsstiftelsen til Københavns Universitet, og Berger blev da professor i fødselsvidenskab ved universitet og sattes i spidsen for stiftelsen. 
Bergers betydning i dette afsnit af hans liv knytter sig navnlig til hans udmærkede disputats, der er banebrydende i fødselsvidenskaben; men det er gået ham her som på andre punkter af hans virksomhed, at han har været glemt. Hans elev, Matthias Saxtorph, fik i lang tid æren, og det er først i det 19. århundrede, at Berger er sat på sin rette plads. Foruden ved sin virksomhed som lærer i fødselsvidenskab gjorde han sig fortjent ved at docere kirurgi, og hans forelæsninger herover er til dels gengivne næsten ordret i Callisens kirurgi – uden at Berger har fået æren herfor. 
I Struensees regeringsperiode har Berger spillet en meget stor rolle, idet han synes at være ophavsmanden til så godt som alle Struensees medicinalreformer. Berger blev livlæge, meddirektør ved Opfostringsanstalten og Frederiks Hospital; men ved Struensees fald blev han fængslet og dømt til at forvises til Aalborg med pension. 
Et par år efter blev han professor i Kiel, men hans arbejdskraft var da betydelig svækket, og han døde efter gentagne apoplektiske anfald. Sit bibliotek og en sum penge testamenterede han til Kiels Universitet.